# Abastecimento de água na Região Metropolitana de Belo Horizonte

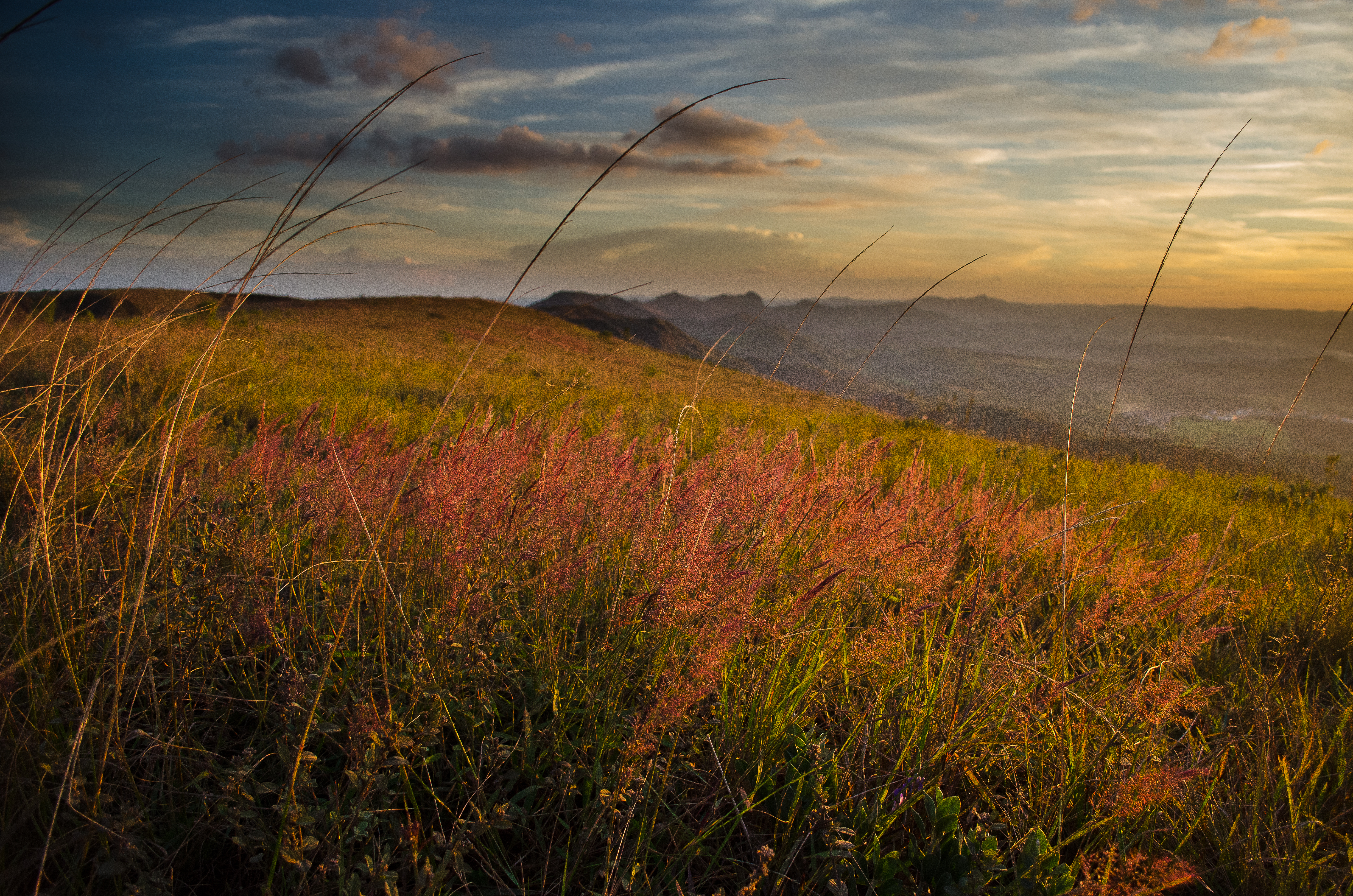
Parque Estadual da Serra do Rola-Moça, criado para proteção especial de mananciais essenciais para o abastecimento de água da Região Metropolitana de Belo Horizonte

O Sistema Integrado é o conjunto de empreendimentos responsáveis pelo fornecimento de água potável na Região Metropolitana de Belo Horizonte. Esse sistema é composto por sete grandes sistemas produtores, quais sejam: Rio das Velhas, Rio Manso, Serra Azul, Várzea das Flores, Morro Redondo, Ibirité e Catarina, todos controlados pela Companhia de Saneamento de Minas Gerais (COPASA).

## Sistema Rio das Velhas

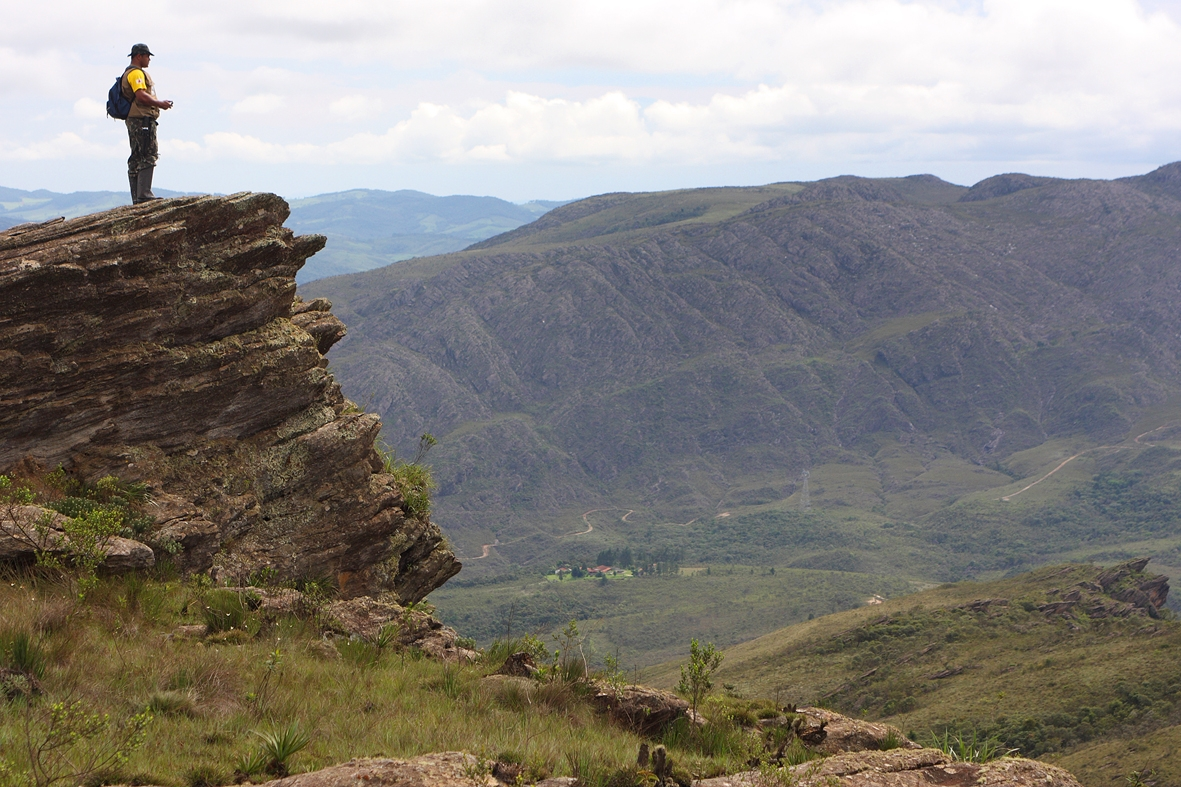
Floresta Estadual do Uaimii, localizada a montante do ponto de captação de água do Sistema Rio das Velhas

O Sistema Produtor Rio das Velhas (SRV) é o maior sistema de produção individual de água da COPASA, com vazão de outorga de 8,771 m³/s, e atende a aproximadamente 40% do abastecimento de água em toda a Região Metropolitana de Belo Horizonte. A captação de água é do tipo superficial, com tomada direta no rio das Velhas, no distrito de Bela Fama, município de Nova Lima.
A construção do Sistema Rio das Velhas iniciou-se em 1958 e sua conclusão ocorreu em 
1973.  Em  1979  foram  concluídas  as  obras  da  segunda etapa  do  projeto,  quando  foi  atingida  a capacidade para o fornecimento médio de 5200 l/s. O  Sistema  Rio  das  Velhas  é  atualmente  responsável  pelo  fornecimento  de  água  a mais de dois milhões de pessoas, abrangendo os municípios de Belo Horizonte, Nova Lima, Raposos, Ribeirão das Neves, Sabará e Santa Luzia.
O Tratamento da água é constituído das seguintes unidades principais:
- Duas barragens submersas;
- Duas  alças  de sedimentação que  constituem na  bifurcação  do  rio,  com  trechos  naturais e artificiais em cada uma;
- Gradeamento  para  retenção  de  resíduos  grosseiros,  e  peneiras  rotativas  para  retirada e resíduos finos em ambas as alças;
- Duas barragens com 3 comportas de descarga cada uma;
- Canal de admissão de água à elevatória de água bruta;
- Estação elevatória de água bruta;
- Duas adutoras de água bruta;
- Estação de tratamento de água (ETA).

O abastecimento público corresponde a 61,74% da vazão outorgada na Bacia do Rio das Velhas.

## Sistema Paraopeba
O Sistema Integrado do Rio Paraopeba é o conjunto de empreendimentos de armazenamento, captação, tratamento e distribuição de água na bacia do rio Paraopeba para consumo na Região Metropolitana de Belo Horizonte. O sistema é composto por três reservatórios construídos para armazenamento e captação de água: Sistema Rio Manso, Serra Azul e Sistema Vargem das Flores. Os três sistemas funcionam de forma integrada para abastecimento da população.

### Sistema Serra Azul
O Sistema Serra Azul compreende o conjunto de empreendimentos da represa Serra Azul, estação de tratamento de água e distribuição de água tratada na Região Metropolitana de Belo Horizonte. O reservatório é formado pelo represamento do ribeirão Serra Azul no município de Juatuba, que inunda porções dos territórios deste município, de Igarapé e de Mateus Leme. A represa é a terceira maior do Sistema Paraopeba. A água é captada numa vazão de 2.940  litros por segundo. A barragem e a ETA localizam-se em Juatuba.
Além do ribeirão Serra Azul, outros cursos de água contribuem para formação do reservatório: córrego do Brejo,  córrego Sobradinho, ribeirão do Diogo, córrego Curralinho, córrego Potreiro e córrego da Estiva. A Área de Proteção Especial Serra Azul, criada para proteger do manancial, abrange os municípios de Igarapé, Itaúna, Juatuba e Mateus Leme.

### Sistema Vargem das Flores
O Sistema Várzea das Flores ou Vargem das Flores compreende o empreendimento da represa Vargem das Flores, estação de tratamento de água e distribuição de água tratada da ETA. A barragem e a estação de tratamento de água localizam-se em Betim. O reservatório é formado pelo represamento do rio Betim e inunda os territórios de Betim e Contagem.
A localização de Vargem das Flores é estratégica, pois, diferentemente dos demais mananciais que  atendem  a  RMBH  ele  situa-se  próximo  dos  centros  de  consumo,especialmente  Contagem  e  Betim,  além  de  posicionar-se  em  cota  altimétrica  mais elevada do que os demais mananciais abastecedores da RMBH.
A bacia hidrográfica do reservatório é protegida pelo APE Vargem das Flores, com 12.300 hectares, criado pelo Decreto 20.793 de 8 de setembro 1980. A APE abrange os municípios de Contagem e Betim.

### Sistema Rio Manso
O Sistema de Abastecimento de Água do Rio Manso compreende os empreendimentos de represamento do rio Manso, estação de tratamento de água e distribuição de água tratada na RMBH. A implantação do Sistema ocorreu entre os anos de 1985 e 1991, funcionando de forma provisória até março de 1992, quando a operação foi normalizada. A barragem foi construída no leito do rio no município de Brumadinho, com capacidade para regularizar a uma vazão de 8,24 m³/s. Nesse município também se localiza a ETA, com capacidade de tratar 4,00 m³/s de água.
A represa inunda uma área de 1080 hectares nos municípios de Brumadinho e Rio Manso. O volume do maciço é de 9.500.00m³. Toda a bacia hidrográfica do Rio Manso é protegida pela APE Rio Manso, criada por Decreto em 1988. Existe também a APA Rio Manso, criada por decreto municipal para proteção de uma porção da bacia dentro do município de Rio Manso.

#### Captação de água do rio Paraopeba em Brumadinho
Durante o período de seca na Região Sudeste, o volume útil dos reservatórios do Sistema Paraopeba reduziu-se consideravelmente. 
O volume dos reservatórios do Sistema, que atingiu o máximo anual de 92,7% em 1/05/2013, chegou ao mínimo de 70,0% em dezembro do mesmo ano. Em 2014, o volume dos reservatórios reduziram-se drasticamente, iniciando o ano com 76,8% e terminando com 33,5%. Em 2015, a situação foi ainda pior, com o volume reduzindo-se ainda mais, mesmo no verão que é época de chuvas, para 30,2%, vindo a atingir o mínimo anual de 21,3% em 1/12/2015.
Para garantir fornecimento de água à população da região metropolitana, a COPASA realizou uma obra para a implantação da captação de água do Rio Paraopeba, em Brumadinho. A intervenção consiste na captação de 5.000 litros de água bruta por segundo do Rio Paraopeba, que é bombeada para a ETA Rio Manso. O investimento foi de R$ 128,4 milhões, aportados pelo Governo de Minas.
Em junho de 2016, o volume do Sistema Paraopeba atingiu 162 milhões de metros cúbicos de água, o que corresponde a quase 59% da capacidade máxima. O aumento do volume deve-se não só à intervenção das obras da COPASA, mas às chuvas de janeiro e fevereiro do mesmo ano. Após o período chuvoso, o nível dos reservatórios do Sistema permaneceu constante.

## Sistema Morro Redondo
O Sistema Morro Redondo, de responsabilidade da COPASA possui três captações: Fechos, Mutuca e Cercadinho. A estação de tratamento de água (ETA) localiza-se no bairro Belvedere, em Belo Horizonte e abastece parte do município de Nova Lima e a parte alta da zona sul de Belo Horizonte.

## Sistema Ibirité
O Sistema Ibirité compreende as captações de água localizadas na porção setentrional do Parque Estadual da Serra do Rola-Moça, no município de Ibirité. Os pontos de captação ocorrem nos córregos Taboão, Bálsamo e Rola-Moça ou Fubá, que são afluentes do ribeirão Ibirité. Este ribeirão está inserido  na  sub-bacia  do  Rio  Paraopeba,  na  Bacia do  rio  São  Francisco,  e nasce  em  uma  cota  de  980m.

## Sistema Catarina

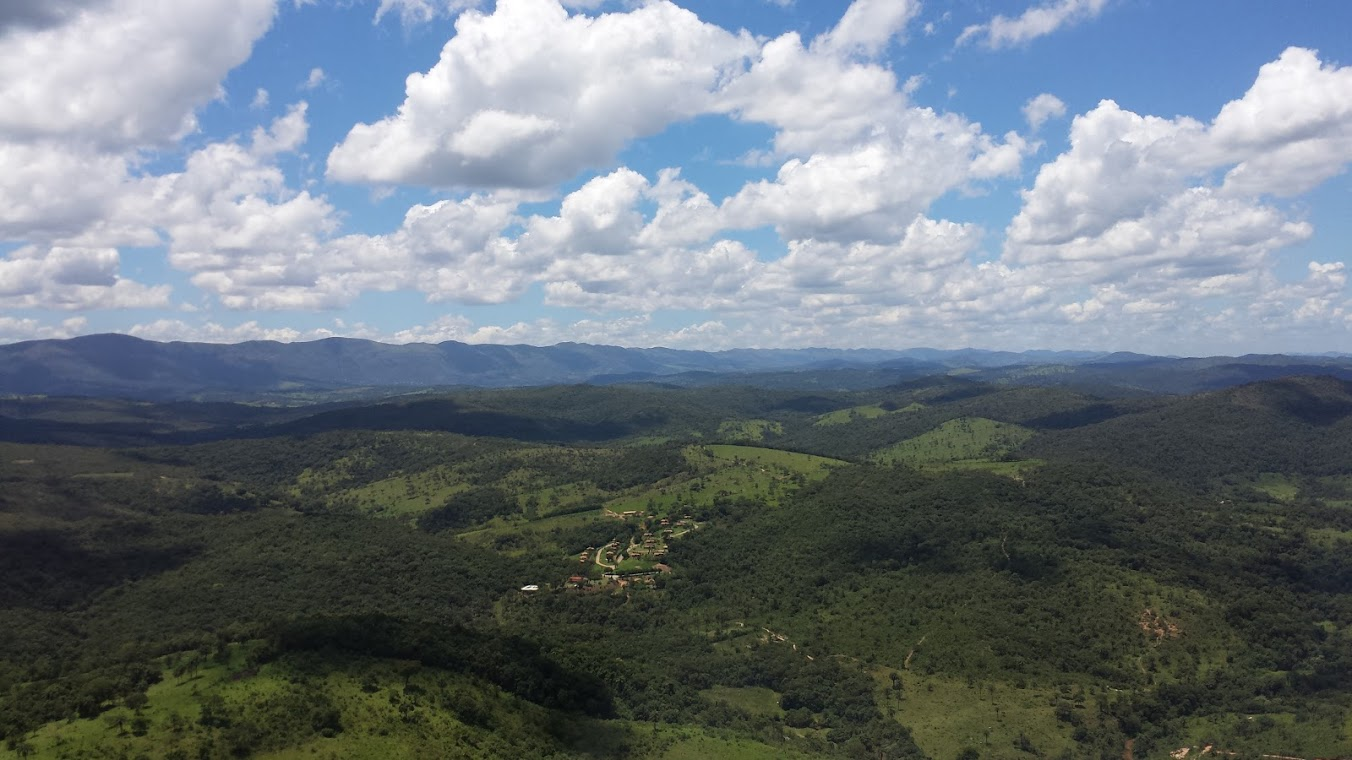
Vista aérea do manancial do manancial do ribeirão Catarina, Casa Branca, Brumadinho

O Sistema Catarina compreende as captações de água no ribeirão Casa Branca e no Ribeirão Catarina, afluentes do rio Paraopeba. Os pontos de captação e as nascentes dos ribeirões estão localizadas no Parque Estadual da Serra do Rola-Moça, na localidade rural de Casa Branca, em Brumadinho.
O manancial do Ribeirão Catarina é protegido pela unidade de conservação de uso sustentável Áre de Proteção Especial Catarina, com 579 hectares, bem como pelo Parque Estadual da Serra do Rola-Moça.